# Sume (aldeia)
Sume é uma aldeia situada na freguesia de Monte da Pedra, do concelho do Crato, no distrito de Portalegre.